# O Veneno do Sol
O Veneno do Sol é uma minissérie em três episódios da autoria de Sarah Trigoso e António Ferro, baseada no romance homónimo de Fernanda de Castro. Exibida pela RTP em 1992, contou com a realização de Pedro Martins.

## Sinopse
Guiné colonial, década de 20. A trajectória de Alberto, um experiente médico e Fernando, funcionário do Estado crivado de dívidas contraídas ao jogo, é perturbada pelo surgimento de duas mulheres: Leonor, refém de um matrimónio frustrado com Manuel Guedes, um poderoso negociante de temperamento irascível e a doce e inocente Maria Luísa, recém chegada da Metrópole.

## Elenco[2]
- Tozé Martinho - Alberto Plácido
- Susana Gonçalves - Maria Luísa Albuquerque
- Cristina Homem de Melo - Leonor
- Jorge Gonçalves - Fernando Gouveia
- Morais e Castro - Manuel Guedes
- Fernanda Alves - Madame Bernard
- Carlos Coelho - Major Sá
- Jorge Sousa Costa - Governador
- Rui Luís Brás - Pedro
- Catarina Matos - Ansato
- Manuel Castro e Silva - Mendes
- Teresa Faria - Isabel Teles
- Carlos Sampaio - Manuel Vaz
- José Ochôa - Luís Albuquerque
- António Martins
- Gildo